# Sušica (vattendrag)
Sušica (makedonska: Сушица) är ett periodiskt vattendrag i Nordmakedonien. Det rinner genom kommunen Čaška, i den centrala delen av landet, 40 kilometer söder om huvudstaden Skopje.